# William Thomas Mulvany
Pour les articles homonymes, voir Mulvany.
William Thomas Mulvany (11 mars 1806 à Dublin – 30 octobre 1885 à Düsseldorf) est un industriel irlandais d'Allemagne.

## Biographie
Mulvany vint en Allemagne en 1855 en tant que délégué d'un groupe d'investisseurs irlandais, intéressés par l'exploitation des mines de houille dans la Ruhr. Il fit aménager deux grandes mines : Hibernia et Shamrock, en faisant venir des experts britanniques, qui amenèrent dans le pays les méthodes les plus modernes d'exhaure et de transport. Mulvany a ouvert de nouveaux débouchés au charbon rhénan, ce qui lui valut l'estime publique ; toutefois, il ne parvint pas à tirer le meilleur rendement des mines : en 1864, les actionnaires des mines Hibernia et Shamrock le congédièrent ; mais lorsqu'en 1873 la Sté minière Hibernia fut revendue, les nouveaux propriétaires recrutèrent derechef Mulvany comme directeur de l'exploitation.
Il est inhumé au cimetière du Nord de Düsseldorf.